# الکساندر سافوشکین
الکساندر سافوشکین (به انگلیسی: Alexander Safoshkin) ژیمناست زادهٔ ۱۳ مارس ۱۹۷۶ میلادی اهل کشور روسیه است.